# Luis Alberto Costales
Luis Alberto Costales Cazar (Riobamba, 24 de desembre de 1926 - Riobamba, 01 de febrer de 2006) va ser poeta, escriptor, filòsof, mestre, orador i polític  equatorià.
Poeta resolt a viure per estimar a la seva ciutat, creador de paisatges lírics conjugats amb l'èpic, utilitza un vocabulari ampli, eloqüent i els més variats recursos literaris; amant del clàssic, moltes de les seves composicions estan subjectes a la mètrica, a la rima i al ritme. Admirador també del romanticisme, en etapes subsegüents cerca la llibertat literària, dona més importància a la inspiració, defensa el sentiment, la imaginació, l'idealisme, el patriotisme.
Entre les seves obres es destaquen: "Bucòliques i Una Vida Simple", "Quaderns Culturals", "Lletres de l'Ateneu del Chimborazo";"Sobre el Pom de la Terra"i"Exiliat al Verso".
Cofundador del Partit Izquierda Democrática sent integrant del Primer Consell Executiu Nacional, el qual va estar conformat per Alfredo Buendía,  Rodrigo Borja, Fidel Jaramillo Terán, Efrén recipients i altres.
Riobamba, a través de la seva història, ha estat bressol de grans homes que han orientat i contribuït al desenvolupament de la societat. El Dr Luis Alberto Costales Caçar és un dels més rellevants exemples, especialment en la seva vocació per a la formació de joventuts amb alts valors humanístics i cívics.

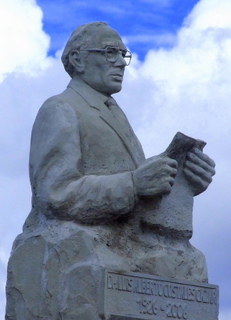
Monument a Luis Alberto Costales a Riobamba (Eddie Crespo, 2009).

La naturalesa sempre el captiva, per això es refugia en la seva "petita cinquena", a la qual anomena "Oficina d'Il·lusions", on la llum penetra pels seus amplis finestrals, mentre són res llibres i papers que reposen en el seu vell escriptori.
El poeta es dedica de ple als menesters de la paraula, del pensament, de la lectura profunda i del coneixement filosòfic, és aquí on navega en els mars de la inspiració per crear una rellevant obra literària, en la qual predominen els més purs sentiments.
La tecnologia mai va habitar aquell espai propici per a l'existència de la seva vella màquina d'escriure. Aquí tornarà a repassar les pàgines del seu tan admirat Montalvo, Juan de Velasco, Cervantes, Sartre, Compte, Sòcrates, Plató, Aristòtil, Quevedo, Victor Hugo i tants d'altres personatges il·lustres, en companyia de les melodies de: Beethoven, Berlioz, Mendelson, Vivaldi, Debussy, Strauss i Shubert, autors capaços d'omplir d'emocions supremes l'Oficina d'Il·lusions ".
En la seva cinquena roman per més de vint anys, en els que cohabita amb la natura. D'ella s'extreu inspiració i rep grans ensenyaments, simples maneres per l'alegria interior, i pot palpar la meravella del que creat pel Suprem Hacedor de l'Univers, a qui arriba a conèixer i estimar sense límit.
A mitjans del 2005, Luis Alberto Costales cau greument malalt, víctima d'un càncer de pulmó del qual no podrà escapar, aleshores, el juliol d'aquest mateix any la Casa de la Cultura Benjamí Carrión Nucli de Chimborazo, decideix publicar el seu llibre " Sobre el Pom de la Terra", acte en què a més, rep un homenatge, per part d'algunes institucions i entitats culturals de la ciutat.
Transcorren els seus vuit últims mesos de vida en aquesta estimada ciutat, sota les cures i afectes de la seva família i amics. Finalment, el primer de febrer del 2006, es tanquen les pàgines de la seva vida i amb elles, la finestra de la seva "Oficina d'Il·lusions".
. La ciutat de Riobamba compta avui en dia amb un imponent monument ubicat a la intersecció dels carrers: José Veloz, Manuel Elicio Flor i la 44, dedicat a aquest il·lustre personatge de Chimborazo i a la seva fructífera tasca.
. Al Museu Equatorià d'Art i Història  "Aureli Espinosa Pólit" de la ciutat de Quito ha una secció dedicada a Luis Alberto Costales per la seva transcendent obra i contribució literària.